# Allen & Unwin
George Allen & Unwin (англ. Джордж Аллен і Анвін) — британське видавництво, засноване в 1911 році, коли сер Стенлі Анвін придбав контрольний пакет акцій George Allen & Co. Вона стала однією з провідних видавничих компаній XX століття та заснувала австралійську дочірню компанію в 1976 році. 1990 року Allen & Unwin було продано HarperCollins, а австралійська філія була предметом викупу менеджменту. Найвідоміша завдяки тому, що 1937 року вперше видала роман «Гобіт, або Туди і звідти» видатного письменника Джона Рональда Руела Толкіна.

## George Allen & Unwin у Великій Британії
Компанія George Allen & Sons була заснована в 1871 році Джорджем Алленом за підтримки Джона Раскіна, у 1911 році вона стала George Allen & Co. Ltd., а потім — George Allen & Unwin у 1914 році в результаті придбання Стенлі Анвіном контрольного пакета акцій. Син Анвіна Рейнер С. Анвін і племінник Філіп допомагали керувати компанією, яка публікувала твори Бертрана Рассела, Артура Вейлі, Роальда Дала, Ланселота Гоґбена та Тура Хеєрдала. Він став добре знаний як видавець Джона Толкіна через деякий час після публікації популярного дитячого фентезійного роману «Гобіт, або Туди і звідти» у 1937 році та його фантастичного продовження роману «Володар перснів» у 1954 — 1955 роках. Книжкова серія, видана фірмою в цей період, включала Muirhead Library of Philosophy та Unwin Books.

## Allen & Unwin в Австралії
Allen & Unwin Australia Pty Ltd стала незалежною в липні 1990 року шляхом викупу менеджментом, коли британську компанію придбала HarperCollins. Зараз відома просто як Allen & Unwin, компанія згодом стала найуспішнішою незалежною компанією в Австралії та наразі видає до 250 нових книг на рік.
Allen & Unwin публікує в широкому діапазоні сфер, включаючи літературну та комерційну художню літературу, популярну та серйозний нон-фікшн — зокрема біографію, мемуари, історію, справжні злочини, політику, поточні події та подорожі — академічні та професійні, дитячі книги та книги для підлітків. Серед багатьох авторів, яких друкували Allen & Unwin: Алекс Міллер, Христос Ціолкас, Ґарт Нікс, Джоді Піколт, Кейт Мортон, Майкл Коннеллі, Томас Кініллі, Пітер Корріс, Пол Кітінг, Стефані Дорік і Крістофер Гітченс.
Головний офіс Allen & Unwin знаходиться в Сіднеї, а компанія також видає свої офіси в Мельбурні, Окленді та Лондоні. Allen & Unwin також представляє ряд провідних незалежних британських видавців на ринках Австралії та Нової Зеландії. Серед них Bloomsbury Publishing, Faber & Faber, Profile Books і Serpent's Tail, Atlantic Books і Corvus, Granta і Portobello, Canongate Books, Nicholas Brealey, Icon і Nosy Crow. Allen & Unwin розповсюджує серію романів про Гаррі Поттера в Австралії та Новій Зеландії під імпринтом Bloomsbury.
З моменту першої нагороди в 1992 році Allen & Unwin чотирнадцять разів визначалися Видавцем року, включно з 2020 роком. Засновником і головою Allen & Unwin є Патрік Ґаллагер, генеральним директором є Роберт Ґорман, а директором з видавництва є Том Ґілліатт. 2020 року Allen & Unwin продала свої підручники та професійні списки компанії Taylor & Francis.

## Премія Воґеля
У 1979 році Нільс Стевнс заснував літературну премію Воґеля у співпраці з газетою The Australian і видавництвом Allen & Unwin. Премію присуджують за неопублікований рукопис письменника віком до 35 років. Премія передбачає, що рукопис, що переміг, вийде у видавництві Allen & Unwin.

## Судова справа
У 2012 році проти Allen & Unwin були порушені судові справи щодо книги, яку написав журналіст Fairfax Media Імон Дафф. У першій справі суддя присудив 50 000 доларів компенсації за порушення авторських прав у несанкціонованому використанні сімейних фотографій. Потім почалися справи про наклеп, і в серпні 2014 року двом членам сім’ї було присуджено компенсацію в розмірі 325 000 доларів США. 